# Dieptrekken

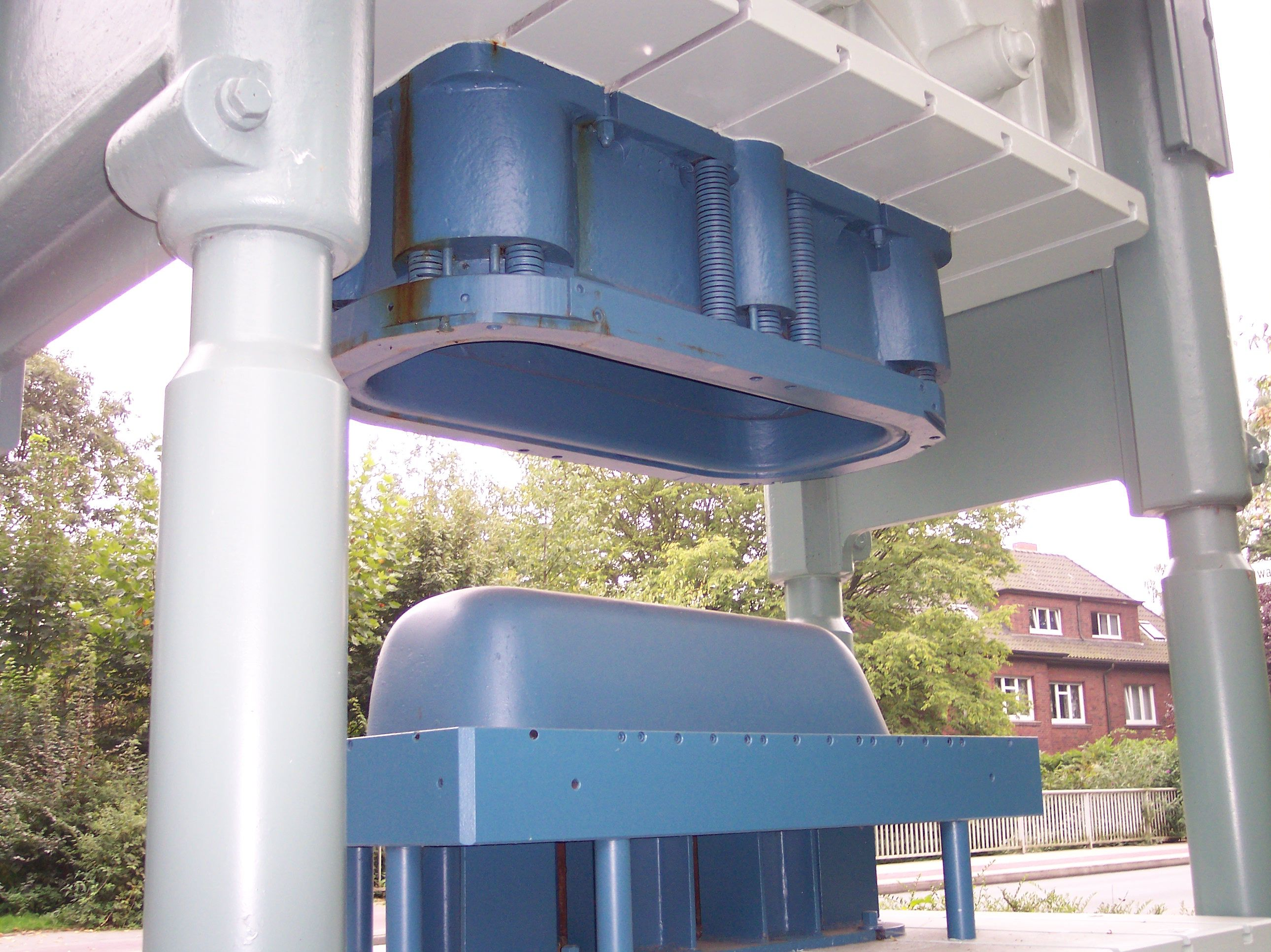
dieptrekpers met matrijs (onder) en stempel (boven) voor het vervaardigen van badkuipen

Dieptrekken is een vormgevingstechniek waarbij metaalplaat onder (hydro)mechanische druk door plastische vervorming wordt omgezet in een naadvrije driedimensionale vorm. Deze techniek is bruikbaar voor vele soorten materiaal zoals metaal en kunststoffen en is geschikt voor het vervaardigen van veel verschillende vormen.

## Materialen
Materiaal dat gebruikt wordt voor dieptrekken moet voldoende kunnen vervormen zonder te scheuren of plooien.
Veel gebruikte materialen zijn:
- Aluminium
- Roestvast staal
- Staal
- Koper
- Messing

## Proces

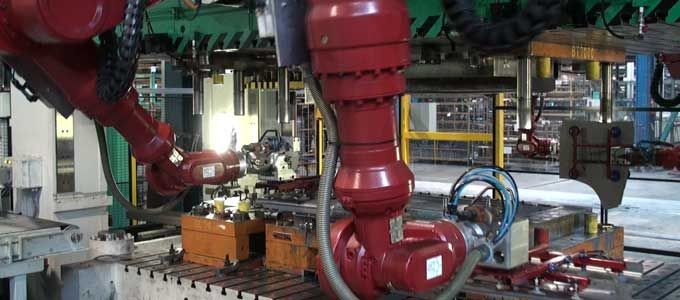
Robots aan 1500 tons dieptrekpers

Bij dieptrekken wordt een matrijs gebruikt die een speciaal ontworpen vorm heeft, die het te vervaardigen product moet krijgen. Daarnaast is er een stempel, dat een tegengestelde vorm heeft en dus in de matrijs past.
Het te bewerken materiaal: de blenk, wordt op de matrijs geplaatst en door een houder op zijn plaats gehouden. Vervolgens drukt een pers het stempel naar beneden. Hierdoor wordt de blenk tussen matrijs en stempel ingeklemd. Als de pers verder omlaag beweegt, wordt de blenk in de vorm van de matrijs geperst. Doorgaans zijn nog meer hulpmiddelen nodig, zoals een plooihouder, die voorkomt dat er plooivorming ontstaat. Bij grote benodigde vervormingen is het soms ook nodig om met meerdere 'trekken' te werken.
Het materiaal dat diepgetrokken wordt, kan afhankelijk van de uiteindelijke vorm extreem vervormd worden. Indien extreme vervormingen nodig zijn, zijn speciale metaalsoorten nodig. Doordat het materiaal ook met grote kracht over de randen van de matrijs getrokken wordt, is vaak ook goede smering van het oppervlak nodig, om te voorkomen dat de matrijs en stempel onnodig snel slijten, of dat de blenk daar scheurt of aan de matrijs vastvreet.
Dieptrekken kan deels of volledig gerobotiseerd worden verricht.
Voordelen daarvan zijn lage kosten en een doorlopende productie waarbij het werken met een robot garant staat voor een hoge graad van nauwkeurigheid en minder uitval.

## Voorbeelden
Voorbeelden van voorwerpen die met behulp van dieptrekken worden vervaardigd:
- Blikjes voor frisdrank
- Tubes voor tandpasta, lijm etc.
- Patroonhulzen
- Spoelbak in een roestvaststalen aanrechtblad
- Bodemplaat van een auto